# 2006年乾安地震
2006年乾安地震是指2006年3月31日4时23分17秒发生于中华人民共和国吉林省乾安县的地震。是次地震震中位于北纬44.624度、东经124.122度，地震规模为Ms 5.0级、MW 4.7级，震源深度约10.0千米，最大烈度为6（Ⅵ）度。本次地震是吉林省40年来最大的浅源地震，同时也是2006年中国大陆经济损失第四多的地震。目前，本次地震已被中国地震局震灾应急救援司列入2006年中国大陆地震灾害列表中。

## 发生背景
虽然吉林省被认为是中国相对少震、弱震的省份，但在1999年汪清地震和2002年汪清地震两次强烈深震发生后，若从1916年起计，中国东北地区因上述两次地震的触发后进入第五次地震活跃期。东北地区的中强浅源地震因此变得活跃起来，尤其是在2002年汪清地震后，在随后的三年内，连续发生了一系列中强地震。吉林省地震与火山分析预报研究中心副主任盘晓东于2015年表示，进入21世纪以来，吉林省西部地区的地震活动相对较强，以2006年乾安地震和2013年前郭地震为典型，造成了严重损失。
在本次地震发生之前，震中距360千米内的4个地震台站的地下流体均出现了明显的中、短期异常。2005年底，吉林省地震局根据近年中国东北地区和吉林省的震情活动形势及前兆资料分析，提出在2006年吉林省内存在发生5级规模左右地震的可能性，同时将松原地区确定为吉林省内地震重点监视区。随后，依据震前黑龙江省地下流体资料的变化情况和区域地震活动的时空分布特征，2006年3月24日召开的首都圈震情会议上提出了明确的短临震情判定意见，认为在15天之内黑龙江省及周边地区一带可能会发生4到5级的中等地震。

## 机构反应
中国地震台网测定，本次地震发生于中华人民共和国吉林省乾安县，地震规模为Ms 5.0级，震源深度为15千米。吉林省地震台网测定的规模相比较低，为Ms 4.8级，而震源深度则测定为10千米。美国地质勘探局测定，本次地震震中位于北纬44.624度、东经124.122度，地震规模为MW 4.7级、Mb 4.9级，震源深度约10.0千米，最大烈度为6（Ⅵ）度。
在主震发生之后，吉林省地震局在本次地震震区布设了6套数字地震仪以用来监测余震序列。地震仪共监测到112次余震，其中最大余震的规模为ML 3.7级。

## 震害情况
2006年乾安地震即为继2005年林甸地震后在松辽盆地内发生的又一次中强地震。受本次地震影响，吉林省长春市、吉林市，黑龙江省哈尔滨市、大庆市，辽宁省彰武县和内蒙古自治区通辽市有震感，约有几百名长春市民拨通长春晚报热线反馈震情。虽然本次地震的规模较小，但还是造成了2人受伤，幸而无人遇难。本次地震还致使约7万间房屋受损，累积经济损失约11068万元人民币，是2006年在中国大陆造成经济损失第4多的地震。其中，灾区内有部分中小学校舍、卫生院、敬老院等公共服务设施受损。对此，国家发改委于2006年11月向吉林省下发了灾后恢复重建项目中央预算内补助投资，用于公共服务设施的重建工作。

## 后续建设
2006年乾安地震发生后，松原市开始计划了应急避难所项目，计划设立40处避难所，其中选取15个作为永久避难所。